# Mundboden

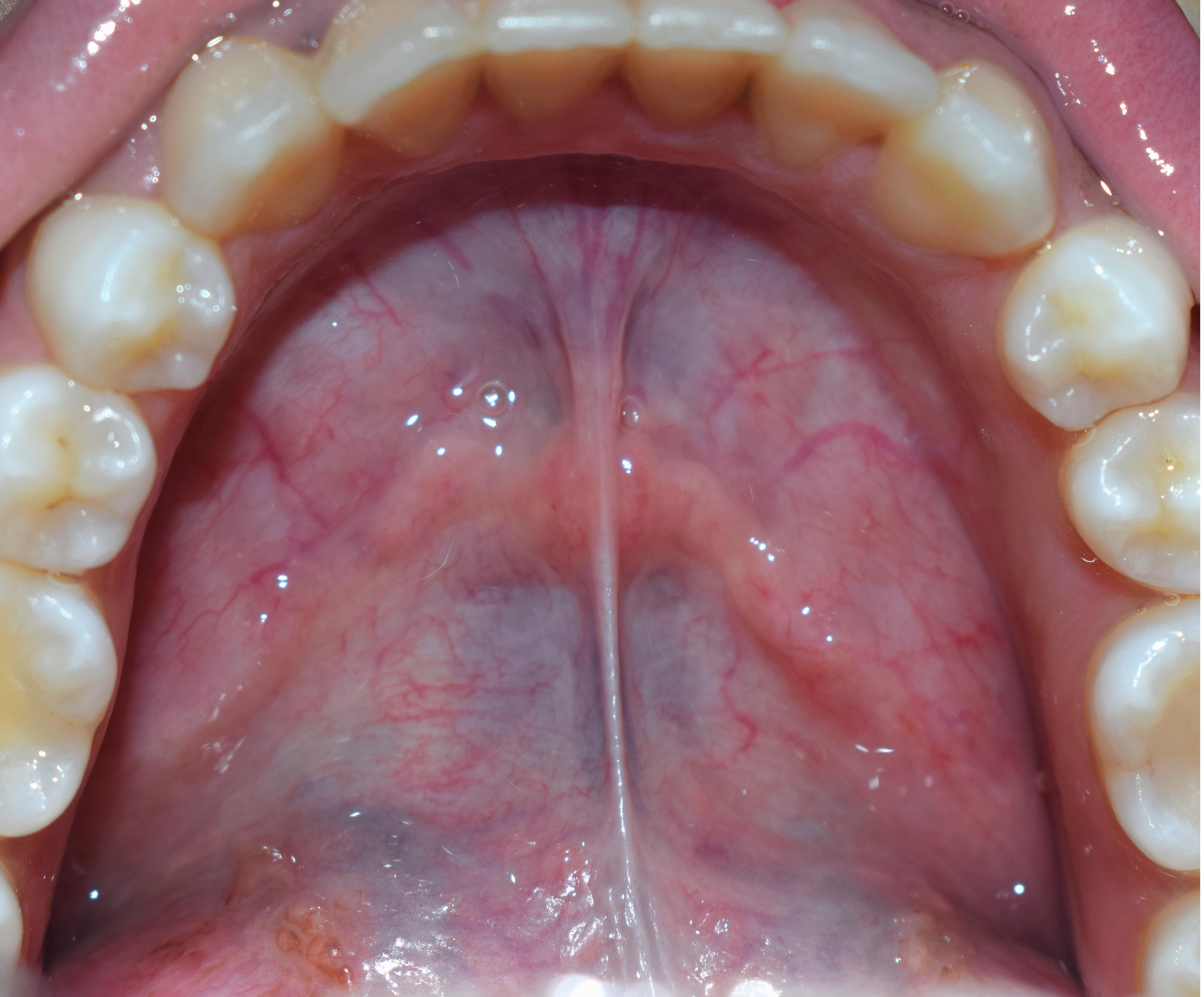
Mundboden mit Zungenbändchen und Unterzungenfalte

Der Mundboden (lat.: Diaphragma oris) ist die Gesamtheit der Weichteile zwischen Unterkieferkörper (Corpus mandibulae) und Zungenbein (Os hyoideum) und bildet den kaudalen Abschluss der Mundhöhle.
Von oben nach unten findet man zunächst eine Schleimhautschicht (mehrschichtig-unverhorntes Plattenepithel) mit dem charakteristischen, von Plica sublingualis, Caruncula sublingualis sowie Zungenbändchen geprägten Relief. Darunter liegt die Unterzungendrüse (Glandula sublingualis).
Dann folgen Musculus genioglossus (der grundsätzlich der Zungenmuskulatur zugeordnet wird) und die Mundbodenmuskeln im engeren Sinne, nämlich Musculus geniohyoideus und Musculus mylohyoideus, die eine geschlossene Muskelplatte zwischen dem Unterrand des Unterkiefers und dem Zungenbein aufspannen. Außerdem dient der vordere Bauch (Venter anterior) des Musculus digastricus als äußere Verstärkung.